# Koiupanká
Os koiupankás são um povo ameríndio que habita o estado brasileiro de Alagoas. Formam uma sociedade de 1263 indivíduos.